# Martin Wiebel
Martin Wiebel (* 28. Januar 1943 in Berlin) ist ein deutscher Dramaturg, Fernsehredakteur und Filmproduzent.

## Leben
Martin Wiebel legte 1962 das Abitur am Diesterweg-Gymnasium in Berlin ab. Bis 1967 studierte er Germanistik, Theaterwissenschaften, Publizistik und Soziologie an der FU Berlin.
Seine berufliche Tätigkeit begann Martin Wiebel als Theaterkritiker beim Spandauer Volksblatt (1966–1967) und als Chefdramaturg am Theater Freie Volksbühne Berlin (1967–1970). Von 1970 bis 1998 war er mit einer kurzen Unterbrechung beim WDR in Köln tätig, zunächst als Dramaturg im Programmbereich Fernsehspiel des WDR (1970–1988), von 1972 bis 1978 zugleich als Leiter der Redaktionsgruppe Projekte/Medienkritik im Programmbereich Kultur des WDR (Glashaus). Von 1989 bis 1998 war er stellvertretender Leiter der WDR-Programmgruppe Fernsehspiel. Seit 1997 arbeitete er zusätzlich als Leiter der Redaktion Europäische Kino-Coproduktion.
Seit 1998 lebt Martin Wiebel als unabhängiger Film-TV-Consultant wieder in Berlin. 1998 bis 2003 unterrichtete er als Professor an der Filmakademie Baden-Württemberg in Ludwigsburg im Bereich Creative Producing.
Von 1988 bis 1989 war Martin Wiebel Direktor der Deutschen Film- und Fernsehakademie Berlin (DFFB). Von 1997 bis 2005 war er Vize-Präsident der Deutschen Akademie der Darstellenden Künste. Von 2000 bis 2004 war Martin Wiebel Präsident der Jury Fernsehfilmfestival Baden-Baden der Deutschen Akademie der Darstellenden Künste.
Für seine Filme wurde er mit zahlreichen Preisen ausgezeichnet.
Seit 2007 engagiert sich Martin Wiebel als Vorsitzender des Vereins KulturRaum Zwingli-Kirche in Berlin-Friedrichshain.
Sein Archiv befindet sich im Archiv der Akademie der Künste in Berlin.
Am 23. August 2016 erhielt Martin Wiebel aus der Hand des Berliner Regierenden Bürgermeisters Michael Müller (SPD) das Verdienstkreuz am Bande des Verdienstordens der Bundesrepublik Deutschland. Die Verleihung erfolgte laut Mitteilung des Presse- und Informationsamtes des Landes Berlin sowohl in Anerkennung des umfangreichen künstlerischen Schaffens des Dramaturgen und Produzenten in Film und Fernsehen als auch zur Würdigung seines bürgerschaftlichen Engagements für den KulturRaum Zwingli-Kirche im Quartier am Berliner Rudolfplatz.
Martin Wiebel lebt in Berlin und in der Provence, seit 1990 zusammen mit Dorothee Reinhold-Wiebel.

## Filmografie (Auswahl)
Als Verantwortlicher Dramaturg / Producer der Fernsehfilme und Kino-Fernseh-Coproduktionen:
- 1970: Das Verhör von Habana (Hans Magnus Enzensberger / Hagen Mueller-Stahl)
- 1971: Der Italiener (Thomas Bernhard / Ferry Radax)
- 1971: Rote Fahnen sieht man besser (Theo Gallehr / Rolf Schübel)
- 1980: Ein Mann von gestern (Wolfgang Menge / Tom Toelle)
- 1981: Im Land meiner Eltern (Jeanine Meerapfel)
- 1982: Dazwischen (Doris Dörrie)
- 1982: Flüchtige Bekanntschaften (Dieter Wellershoff / Marianne Lüdcke)
- 1983: Heller Wahn (Margarethe von Trotta)
- 1983: Mitten ins Herz (Doris Dörrie)
- 1983: Eine Liebe von Swann (Volker Schlöndorff, nach Marcel Proust)
- 1983: Im Zeichen des Kreuzes (Rainer Boldt / Hans-Rüdiger Minow)
- 1984: Super (Adolf Winkelmann)
- 1984: Das leise Gift (Erwin Keusch / Markus P. Nester)
- 1986: Rosa Luxemburg (Margarethe von Trotta)
- 1986: Die Reise (Markus Imhoof / Martin Wiebel)
- 1987: Eine geschlossene Gesellschaft (Heinrich Breloer)
- 1988: Die Wupper (Jürgen Flimm, nach Else Lasker-Schüler)
- 1988: Der Bruch (Wolfgang Kohlhaase / Frank Beyer)
- 1989: Das Milliardenspiel (Klaus Pohl / Peter Keglevic)
- 1991: Ende der Unschuld (Wolfgang Menge / Frank Beyer)
- 1990: Wer zu spät kommt – Das Politbüro erlebt die deutsche Revolution (Cordt Schnibben / Jürgen Flimm)
- 1990: Mein Krieg (Harriet Eder / Thomas Kufus)
- 1991: Karniggels (Detlev Buck)
- 1993: Wir können auch anders (Detlev Buck / Ernst Kahl)
- 1995: Männerpension (Detlev Buck / Eckhard Theophil)
- 1995: Das Versprechen (Margarethe von Trotta)
- 1995: Mutters Courage (Michael Verhoeven / George Tabori)
- 1995: Nikolaikirche (Erich Loest / Frank Beyer)
- 1995: Der Trinker (Tom Toelle / Ulrich Plenzdorf, nach Hans Fallada)
- 1997: Flammen im Paradies (Markus Imhoof)
- 1998: Liebe deine Nächste! (Detlev Buck)
- 1999: Lola und Bilidikid (Kutluğ Ataman)
- 2000: Gloomy Sunday (Ruth Toma / Rolf Schübel)
- 2000: Jahrestage (Margarethe von Trotta / Peter Steinbach / Christoph Busch, nach Uwe Johnson)
- 2003: Rosenstraße (Margarethe von Trotta / Pam Katz)
- 2012: Hannah Arendt (Margarethe von Trotta / Pam Katz)

Als Autor / Regisseur:

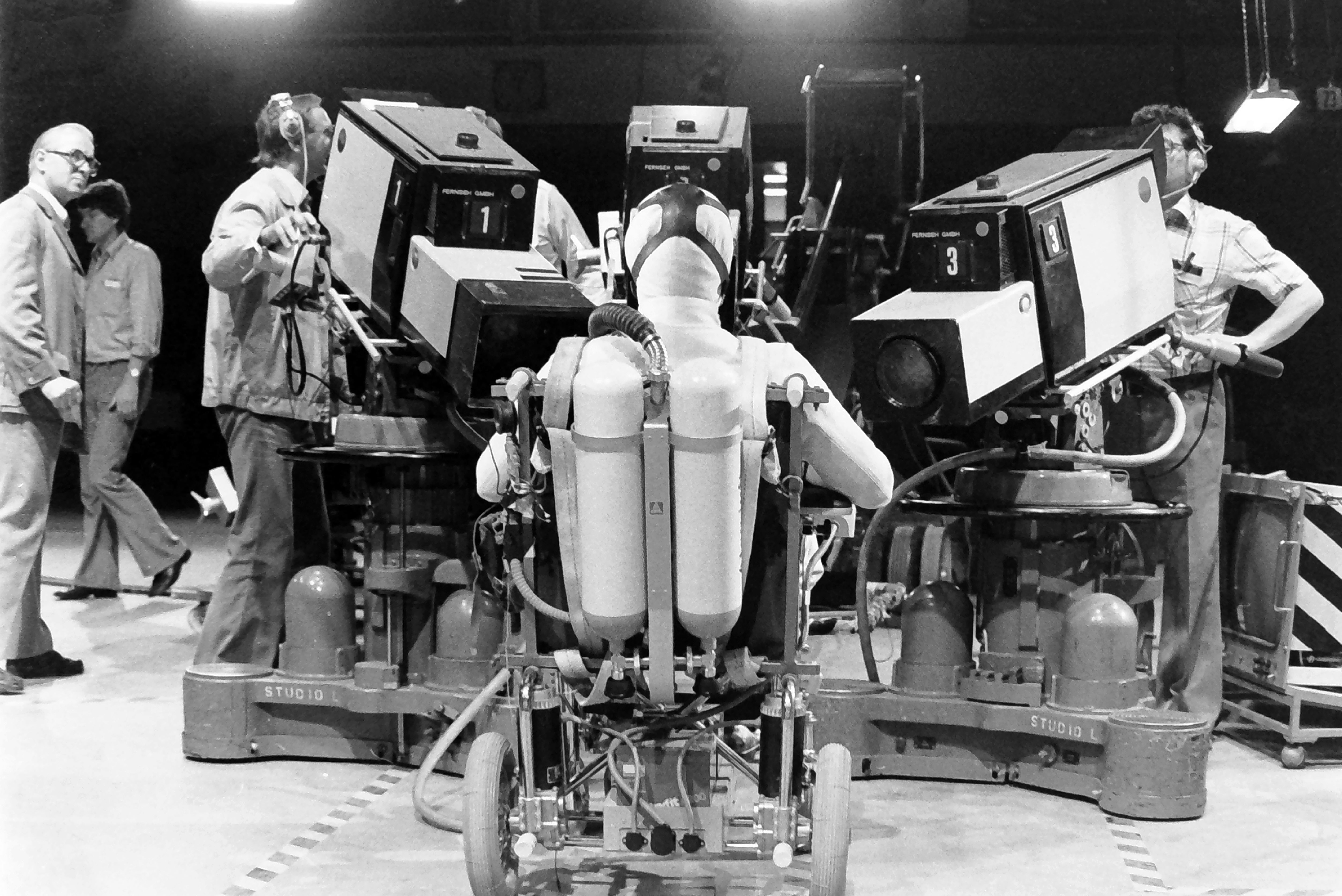
"Emergency – Hommage an die zeitgenössische Befindlichkeit" (WDR 1978)

- 1978: Emergency. Hommage an die zeitgenössische Befindlichkeit. (WDR)
- 1988: Der Zauberbaum. (Nach Peter Sloterdijk) (WDR)

Europäische Kino-Coproduktion seit 1997
- Das Zimmermädchen der Titanic (Bigas Luna)
- Mein Name ist Joe (Paul Laverty/Ken Loach)
- Die Ewigkeit und ein Tag (Theo Angelopoulos)
- Croupier – Das tödliche Spiel mit dem Glück (Mike Hodges)

## Auszeichnungen (Auswahl)
- 1983 Fernsehsonderpreis der Akademie der Darstellenden Künste für Im Zeichen des Kreuzes
- 1991 Adolf-Grimme-Preis mit Silber für Wer zu spät kommt – Das Politbüro erlebt die deutsche Revolution (zusammen mit Cordt Schnibben, Claudia Rohe, Jürgen Flimm, Hans-Christian Blech und Dirk Dautzenberg)

## Publikationen (Auswahl)
- (Hrsg.): Deutschland auf der Mattscheibe. Die Geschichte der Bundesrepublik im Fernsehspiel. Verlag der Autoren, Frankfurt a. M. 1999, ISBN 3-88661-216-3
- (Hrsg.): Mutmassungen über Gesine. Uwe Johnsons 'Jahrestage' in der Verfilmung von Margarethe von Trotta. (Suhrkamp Taschenbuch 3216) Suhrkamp, Frankfurt a. M. 2000, ISBN 3-518-39716-8.
- East Side Story. Biographie eines Berliner Stadtteils. Antje Lange Verlag, Berlin 2004, ISBN 3-928974-02-5.
- (Hrsg.): Hannah Arendt. Ihr Denken veränderte die Welt. Das Buch zum Film von Margarethe von Trotta. (Piper Taschenbuch 30175), Piper, München 2012, ISBN 978-3-492-30175-6.
- Berlin Upper East Side. Eine Friedrichshain-Biografie. Sutton Verlag, Erfurt 2021, ISBN 978-3-96303-352-0.